# المسلمون البنغال
المسلمون البنغال ((بالبنغالية: বাঙালি মুসলমান)‏ ( هم السكان الإثنيون واللغويون والدينيون الذين يشكلون غالبية مواطني بنغلاديش وأكبر أقلية في ولايتي البنغال الغربية وأسام الهندية. إنهم من البنغال الذين يعتنقون الإسلام ويتحدثون اللغة البنغالية. وهم يشكلون أكثر الشعب البنغالي وثاني أكبر مجموعة عرقية إسلامية في العالم (بعد العرب المسلمين).
كانت البنغال قوة رائدة في الشرق الإسلامي في العصور الوسطى. برز السكان البنغاليون المسلمون في نهاية المطاف كمزيج من الثقافتين الإسلامية والبنغالية. بعد تقسيم الهند في عام 1947، كانوا يشكلون الأغلبية الديموغرافية لباكستان حتى استقلال باكستان الشرقية (البنغال الشرقية التاريخية) وسميت بدولة بنغلاديش في عام 1971.

## الهوية
البنغالي هو شخص ذو تراث عرقي ولغوي من منطقة البنغال في جنوب آسيا يتحدث اللغة الهندية الآرية البنغالية. وصل الإسلام في الألفية الأولى وأثر على الثقافة البنغالية الأصلية. ساهم تدفق المهاجرين الفرس والترك والعرب والمغول في زيادة التنوع الثقافي في المنطقة. ومع ذلك، فإن المؤرخين، بمن فيهم ريتشارد ماكسويل إيتون وأحمد شريف ومحمد مهر علي وجادوناث ساركار، يتفقون على أن غالبية المسلمين البنغال ينحدرون من البوذيين الذين اعتنقوا الإسلام. اليوم، يعيش معظم المسلمين البنغال في دولة بنغلادش الحديثة، ثالث أكبر دولة ذات غالبية مسلمة في العالم، إلى جانب ولايتي البنغال الغربية وأسام الهندية.
الغالبية العظمى من المسلمين البنغال هم من السنة الذين يتبعون مدرسة الفقه الحنفي. هناك أيضًا أقليات شيعية وأحمدية، بالإضافة إلى أشخاص يعرّفون أنهم غير طائفيين (أو «مجرد مسلم»).

## التاريخ

### تاريخ ما قبل الإسلام
كانت مجتمعات زراعة الأرز موجودة في البنغال منذ الألفية الثانية قبل الميلاد. كانت المنطقة موطنا لعدد كبير من السكان الزراعيين الذين تأثروا بالأديان الهندية، ولكن لم يتم دمجهم بشكل كامل في نظام الطبقات. أثرت البوذية على المنطقة في الألفية الأولى. تطورت اللغة البنغالية من أبابرامسا وماغادي براكريت بين القرنين السابع والعاشر. لقد شكلت اللغة البنغالية في وقت ما فرعًا هنديًا آريًا واحدًا مع الأساميين والأوريين، قبل أن تصبح لغة متميزة.

### المستكشفين في وقت مبكر
زار التجار المسلمون الأوائل البنغال أثناء عبورهم طريق الحرير في الألفية الأولى. تم العثور في عمليات التنقيم على واحد من أقدم المساجد في جنوب آسيا بنغلاديش، مما يدل على وجود المسلمين في البنغال بعمر النبي محمد صلى الله عليه وسلم. ابتداءً من القرن التاسع، زاد التجار المسلمون من التجارة مع الموانئ البحرية البنغالية. تم اكتشاف عملات الخلافة العباسية في أجزاء كثيرة من المنطقة.

### الممالك الإسلامية المبكرة

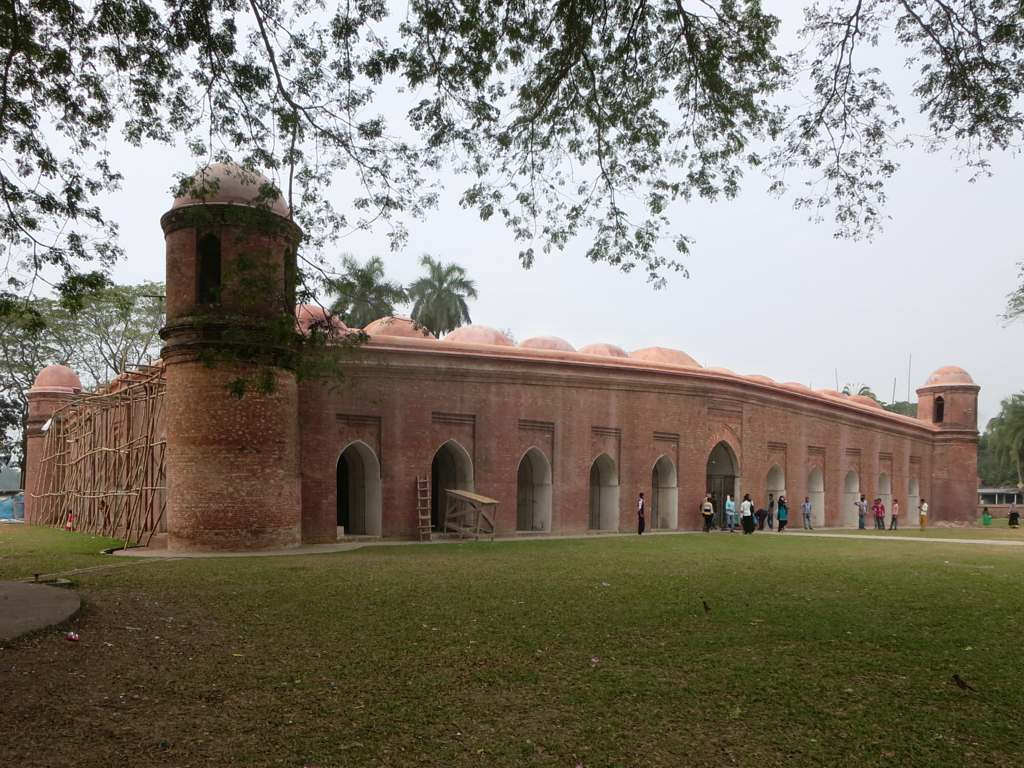
أصبح مسجد الستين قبة والذي يعود إلى القرن الخامس عشر وتم بناؤه خلال سلطنة البنغال الآن أحد مواقع التراث العالمي لليونسكو

حدث الفتح الإسلامي لشبه القارة الهندية بين القرنين الثاني عشر والسادس عشر. أصبحت البنغال مقاطعة لسلطنة دلهي في عام 1204. في القرن الرابع عشر أصبحت سلطنة البنغال مستقلة وظهرت كقوة إقليمية. تبنت البنغالية كإحدى لغاتها الرسمية، إلى جانب اللغة الفارسية، اللغة الدبلوماسية للعالم الإسلامي، والعربية، اللغة الليتورجية للدين. كما حكمت السلطنة أجزاء من أراكان وأسام. تفوقت إمبراطورية صور لفترة وجيزة على المنطقة في القرن السادس عشر. خلال فترة السلطنة، شغل الأرستقراطيون الهندوس مناصب بارزة في الإدارة.

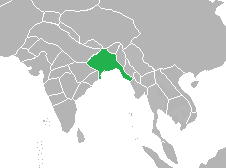
سلطنة البنغال، القرن السادس عشر

سيطرت إمبراطورية المغول في النهاية على المنطقة الواقعة تحت إقليم بنغال الصباح. اعتبر الأباطرة المغول البنغال المقاطعة الأكثر قيمة. كما أعاد الإمبراطور جلال الدين أكبر تطوير التقويم البنغالية. دعا الإمبراطور أورانجازيب البنغال بـ جنة الأمم . اثنان من نواب الملك البنغال  –  محمد عزام شاه وعظيم شان  –  تولو العرش الامبراطوري. أصبح مغول البنغال مستقلين بشكل متزايد في عهد نواب البنغال في القرن الثامن عشر.

### الدخول في الإسلام
ارتفع عدد سكان الريف من البنغال المسلمين في أواخر القرن السادس عشر. لعبت الإصلاحات الزراعية في إمبراطورية المغول أيضًا دورًا مهمًا في تطوير المجتمع الإسلامي البنغالي. وفقًا للمؤرخ ريتشارد إيتون، أصبح الإسلام دين المحراث في دلتا البنغال. ارتبط ظهور الإسلام في المنطقة ارتباطًا وثيقًا بالزراعة. كانت الدلتا أكثر المناطق خصوبة في الإمبراطورية. مشاريع التنمية المغولية تطهير الغابات وأنشأت الآلاف من القرى التي يقودها الصوفية، والتي أصبحت مجتمعات للزراعة والحرف الصناعية. كانت المشاريع أكثر وضوحا في منطقة بهاتي في البنغال الشرقية، الجزء الأكثر خصوبة في الدلتا.
الإسلام لم ينمو مع اسلام الهندوس. وبدلاً من ذلك، طور الفلاحون من غير الهندوس هوية إسلامية على مدى فترة من الزمن. استقر الناس من مختلف أنحاء العالم الإسلامي في المنطقة. تزاوج المستوطنون مع السكان المحليين. جعل هذا البنغال الشرقي بوتقة تنصهر فيها شبكات ثقافية وتجارية قوية. كان الجزء الأكثر ازدهارا في شبه القارة الهندية. أصبح البنغال الشرقي مركز السكان المسلمين في شبه القارة الهند الشرقية ويتوافق مع بنجلادش الحديثة.

### الفترة البريطانية

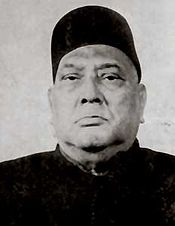
فضل الحق، المعروف باسم شير البنغالية (نمر البنغال)، أول رئيس وزراء البنغال.

سقطت المنطقة تحت سيطرة الإمبراطورية البريطانية في عام 1757.
كانت البنغال التي تحكمها بريطانيا معقل التمرد ضد الاستعمار. في أوائل القرن التاسع عشر، قاد تيتومير انتفاضة فلاحية ضد الحكم الاستعماري. قاد الحاج شريعة الله حركة الفريزي، حيث دعا إلى إحياء الإسلام. سعى الفريزيون إلى خلق خلافة وتطهير المجتمع المسلم في المنطقة مما اعتبروه «ممارسات غير إسلامية». لقد نجحوا في حشد الفلاحين البنغاليين ضد السلطات الاستعمارية. ومع ذلك، عانت الحركة من القمع بعد تمرد 1857  وفقدت الزخم بعد وفاة نجل حاجي شريعة الله دودو ميان.
بعد عام 1870، بدأ المسلمون في الاقبال على التعليم الإنجليزي بشكل متزايد. تحت قيادة السيد أحمد خان، تأثير اللغة الإنجليزية على مسلمي الهند وصل إلى المجتمع البنغالي المسلم. ومن بين القادة الاجتماعيين والثقافيين بين المسلمين البنغاليين خلال هذه الفترة منشي محمد ماهر الله، الذي واجه المبشرين المسيحيين،  الكاتبان إسماعيل حسين سراجي ومير مشرف حسين؛ والنسوية نواب فايزنسة ورقية سخوات حسين.
أدى إنشاء البنغال الشرقية وأسام إلى ظهور رؤية لوطن ذي أغلبية مسلمة ذات سيادة في شبه القارة الشرقية. المسلمون ذوو الدخل المنخفض، بعد اجتيازهم شهادة الثانوية العامة، بحثوا عن وظائف ككتاب، وفوانيس، وخفر، لكن هندوس بابوس رفضوا توظيفهم. هكذا، بتحريض من البريطانيين، شكل المسلمون من الطبقة العليا الرابطة الإسلامية في دكا في عام 1906. هيمنت الرابطة الإسلامية المبكرة على السياسة في البنغال الشرقية. كان حزب العدالة والتنمية فضل الحق أول رئيس وزراء البنغال تحت الحكم البريطاني. سيطر المسلمون البنغاليون أيضًا على السياسة في الاستعمار الاستعماري، حيث ظهر عبد الحميد خان بهشاني كزعيم شعبوي. شغل محمد سعد الله أول رئيس وزراء في ولاية آسام.

### 1947 التقسيم وبنغلاديش

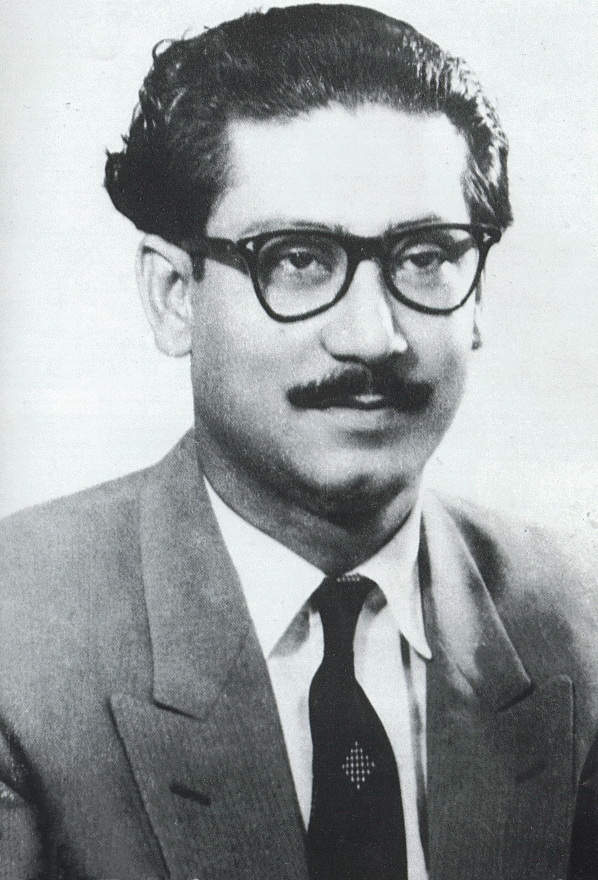
الشيخ مجيب الرحمن

شكل قرار لاهور في عام 1940 لحظة مهمة في تاريخ البنغال، والذي روج له رئيس وزراء البنغال البريطاني إيه كيه فضل الحق. دعا القرار في البداية إلى إقامة دولة ذات سيادة في «المنطقة الشرقية» للهند البريطانية. ومع ذلك، تم تغيير النص في وقت لاحق من قبل القيادة العليا للرابطة الإسلامية. على الرغم من دعوات قادة الرابطة الإسلامية البنغالية الليبرالية من أجل ولاية البنغال المتحدة المستقلة، تقدم البريطانيون بتقسيم البنغال والهند في عام 1947. جعل خط رادكليف شرق البنغال جزءًا من سيادة باكستان. تم تغيير اسمها فيما بعد إلى باكستان الشرقية، وعاصمتها دكا. تشكلت رابطة مسلمي عوامي باكستان كلها في دكا في عام 1949. اسم المنظمة تغير في وقت لاحق لاسم رابطة عوامي في عام 1955. حصل الحزب على دعم من البرجوازيين البنغاليين، والزراعيين، والطبقة الوسطى، والمثقفين. كل من السير خواجا ناظم الدين، محمد علي من بوغرا، والسيد سوهارواردي، تولوا رئاسة وزراء باكستان خلال الخمسينيات؛ ومع ذلك، تم عزل الثلاثة من قبل المجمع الصناعي العسكري في غرب باكستان. تلقت الحركة اللغوية البنغالية في عام 1952 دعما قويا من الجماعات الإسلامية، بما في ذلك مجتمع التمدن. ازدادت نفوذ دعاة القومية البنغالية في شرق باكستان خلال الستينيات، خاصة مع حركة النقاط الستة من أجل الحكم الذاتي. صعود الحركات المؤيدة للديمقراطية والحركات المؤيدة للاستقلال في شرق باكستان، مع الشيخ مجيب الرحمن كقائد رئيسي، أدى إلى حرب تحرير بنغلاديش في عام 1971.
تأسست بنغلاديش كدولة علمانية. في عام 1977، حاول الرئيس ضياء الرحمن، في محاولة لتعزيز سلطته بموجب الأحكام العرفية، إزالة العلمانية من الدستور واستبدالها بـ «الالتزام بقيم الإسلام». في عام 2010، أكدت المحكمة العليا في بنغلاديش المبادئ العلمانية في الدستور.

## العلوم والتكنولوجيا

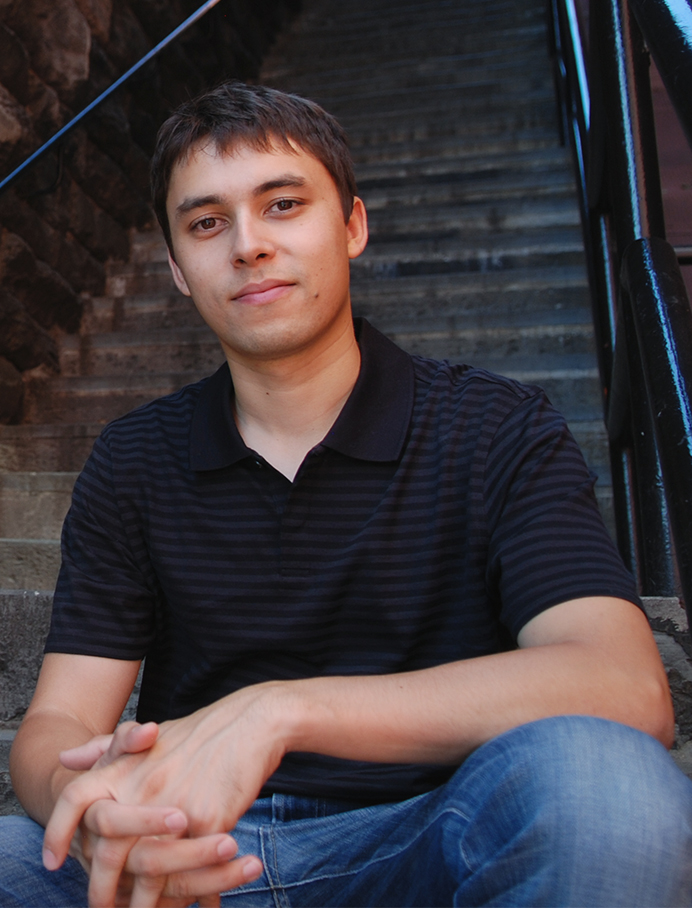
جواد كريم، المؤسس المشارك لموقع YouTube

تستمد الأرقام البنغالية من الرياضيات الهندية القديمة، والتي أثرت أيضًا في تطور الأرقام العربية والعلوم في العالم الإسلامي في العصور الوسطى. [بحاجة لمصدر]

استخدمت الممالك الإسلامية التاريخية التي كانت موجودة في البنغال العديد من التقنيات الذكية في العديد من المجالات مثل الهندسة المعمارية، والزراعة، والهندسة المدنية، وإدارة المياه، إلخ. كان إنشاء القنوات والمستودعات ممارسة شائعة للسلطنة. تم ابتكار طرق جديدة للري من قبل الصوفيين. تتميز المساجد البنغالية بالبلاط والحجر والخشب والخيزران مع أسطح منحنية وأبراج زاوية وقباب متعددة. خلال سلطنة البنغال، ازدهر نمط إقليمي متميز لم يكن يضم أي مآذن، ولكنه كان يتميز بتصميم محراب ومنبراً غنائياً. [بحاجة لمصدر]

تتمتع البنغال الإسلامية بتاريخ طويل من صناعة النسيج، بما في ذلك تصدير الشاش في القرنين السابع عشر والثامن عشر. اليوم، تصنف اليونسكو نسج جامداني على أنه تراث ثقافي غير ملموس. [بحاجة لمصدر]

بدأ العلم الحديث في البنغال تحت الحكم الاستعماري البريطاني. أدخلت السكك الحديدية في عام 1862، مما يجعل البنغال واحدة من أوائل المناطق في العالم التي لديها شبكة سكك حديدية. بالنسبة لعامة السكان، ظلت فرص التعليم العلمي الرسمي محدودة. أنشأت الحكومة الاستعمارية والنخبة البنغالية عدة معاهد لتعليم العلوم. أنشأ نواب دكا مدرسة أحسن الله للهندسة والتي أصبحت فيما بعد جامعة بنغلاديش للهندسة والتكنولوجيا . [بحاجة لمصدر]

في النصف الثاني من القرن العشرين، أصبح فضل الرحمن خان، وهو أمريكي من أصول بنغالية، أحد أهم المهندسين الإنشائيين في العالم، مما ساعد في تصميم أطول المباني في العالم. كان أميركي بنغالي مسلم آخر هو جواد كريم، أحد مؤسسي موقع يوتيوب. [بحاجة لمصدر]

في عام 2016، فاز مسجد بيت الرؤوف الحديث، المستوحى من طراز المباني في سلطنة البنغال، بجائزة الآغاخان للعمارة. [بحاجة لمصدر]

## التركيبة السكانية

مناطق المذهب الحنفي مظللة باللون الأخضر الفاتح

يشكل المسلمون البنغاليون ثاني أكبر مجموعة عرقية إسلامية في العالم (بعد العالم العربي) وأكبر مجتمع إسلامي في جنوب آسيا. يقدر ب 146 مليون مسلم بنغالي يعيش في بنغلاديش، حيث الإسلام هو دين الدولة ويشكل الأغلبية الديموغرافية. ولاية البنغال الغربية الهندية هي موطن لحوالي 24.6 مليون مسلم بنغالي. منطقتين في ولاية البنغال الغربية  –  مرشد أباد وملدة يسكنهما أغلبية مسلمة وشمال أوتار دينجابور يسكنه نسبة عالية من المسلمين البنغال. ولاية اسام الهندية هي موطن لاكثر من 8 ملايين مسلم بنغالي. تسع من أصل سبعة وثلاثين مقاطعة في آسام فيها أغلبية مسلمة. مجتمع الروهينجا في غرب ميانمار لديه تراث مسلم بنغالي كبير.
يوجد عدد كبير من المغتربين البنغاليين في الشتات في الدول العربية للخليج العربي، والتي تضم عدة ملايين من العمال المغتربين من جنوب آسيا. يقيم الشتات الراسخ في الولايات المتحدة وكندا والمملكة المتحدة وباكستان. كان المستوطنون المسلمون البنغاليون الأوائل في الولايات المتحدة هم من بحاري السفن الذين استقروا في هارلم ونيويورك وبالتيمور بولاية ماريلاند في عشرينيات وثلاثينيات القرن الماضي.

## حضاره

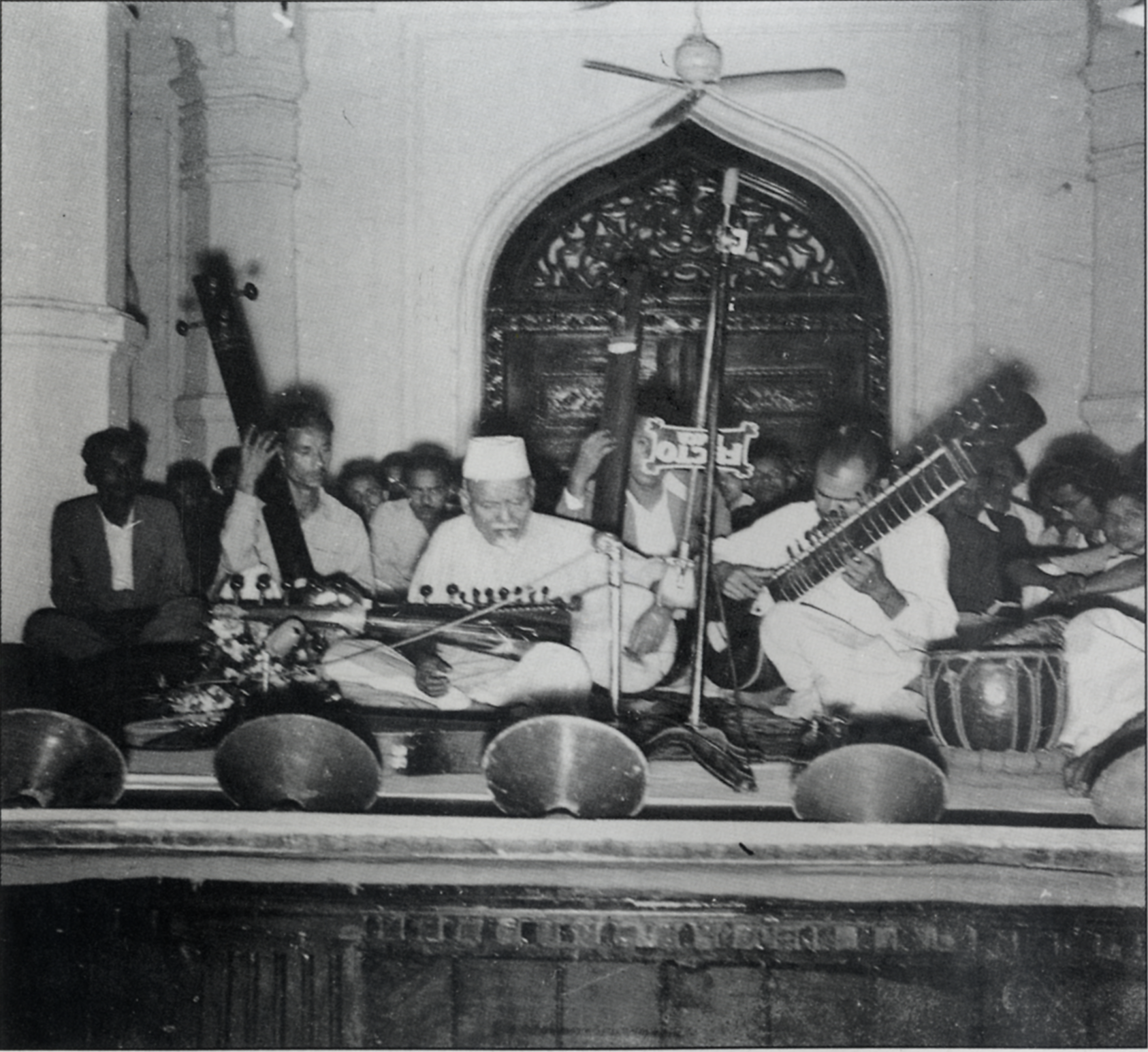
أستاد علاء الدين خان (وسط)، أحد أعظم المايسترو للموسيقى الكلاسيكية لجنوب آسيا، مع أداء فرقته في دكا، 1955

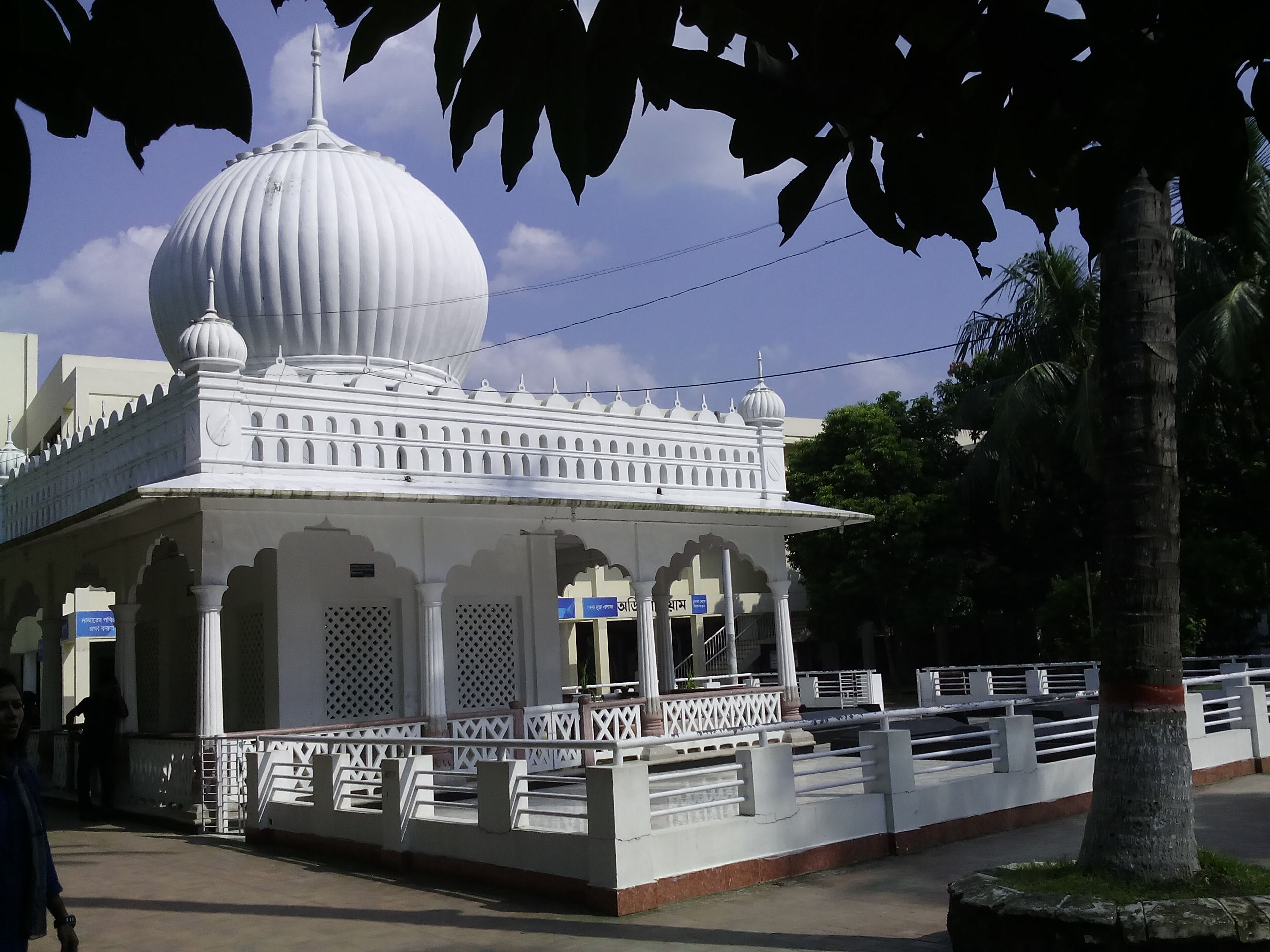
ضريح لالون شاه

### الألقاب
الألقاب في المجتمع الإسلامي البنغالي تعكس التاريخ العالمي للمنطقة. هي أساسا من أصول عربية وفارسية، مع أقلية من الألقاب البنغالية العلمانية.
الفن
كان الشيخ زين الدين فنانًا بنغاليًا مسلمًا بارزًا في القرن الثامن عشر خلال فترة الاستعمار. كانت أعماله مستوحاة من أسلوب المحاكم المغولية.

### الهندسة المعمارية
تعتبر العمارة الشكل الأعلى للفن الإسلامي. ازدهر النمط الأصلي للعمارة الإسلامية في البنغال خلال فترة السلطنة في العصور الوسطى. انتشرت في المنطقة المنطقة من الطين والمساجد الحجرية ذات القباب المتعددة. ظهرت العمارة الإسلامية البنغالية كتوليف للعناصر البنغالية والفارسية والبيزنطية والمغولية.
أثر النمط الهندي-ساراسيني على العمارة الإسلامية في جنوب آسيا خلال فترة العصر البريطاني ومن الأمثلة البارزة لهذه الفترة قاعة كورزون . تطورت العمارة الإسلامية الحديثة والمعاصرة في المنطقة منذ الخمسينيات.

### التصوف
التقاليد الروحية الصوفية هي محور أسلوب الحياة البنغالية المسلمة. الطقوس الصوفية الأكثر شيوعًا هي الذكر، ممارسة تكرار أسماء الله بعد الصلاة. تعتبر التعاليم الصوفية أن النبي محمد هو الرجل المثالي المثالي الذي يجسد أخلاق الله. تعتبر الصوفية بمثابة التدرج الفردي وتكثيف العقيدة والممارسة الإسلامية. لعب الصوفيون دورًا حيويًا في تطوير المجتمع البنغالي الإسلامي خلال فترة العصور الوسطى. يُعتبر المبشرون الصوفيون التاريخيون قديسين، بمن فيهم شاه جلال وخان جهان علي وشاه فرحان وشاه أمانات وخواجة عنايتوري. أضرحتهم هي نقاط محورية للجمعيات الخيرية والتجمعات الدينية والاحتفالات.
القادرية، النقشبندية، شيشتي، مجدد، الاحمدية، محمدي، سهروردية، والرفاعية هي من بين الطرق الصوفية المنتشرة في المنطقة.

#### التوفيق بين المعتقدات
كجزء من عملية التحويل، كانت النسخة التوافيقية من الصوفية الصوفية سائدة تاريخياً في البنغال في العصور الوسطى وأوائل العصور الحديثة. تم تمييع المفهوم الإسلامي للتوحيد في تبجيل الآلهة الشعبية الهندوسية، التي كانت تُعتبر الآن بيرات. كانت الآلهة الشعبية مثل Shitala (إلهة الجدري) وOladevi (إلهة الكوليرا) تُعبد كأقارب بين قطاعات معينة من المجتمع الإسلامي.

### اللغة

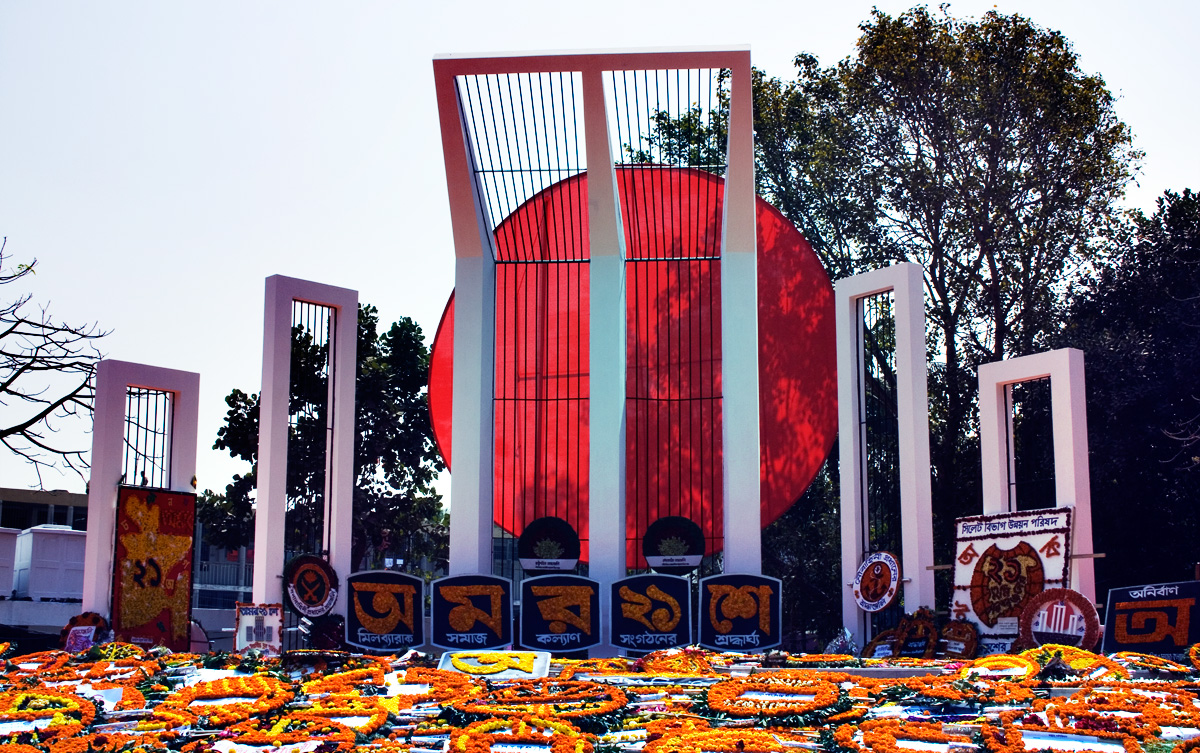
شهيد منار (نصب الشهيد)، في جامعة دكا في بنغلاديش، يحيي ذكرى الذين قُتلوا في مظاهرة حركة اللغة البنغالية في 21 فبراير 1952

البنغال المسلمين حافظوا على لغتهم الأصلية والنصوص القديمة. هذا التقليد مشابه لتقاليد آسيا الوسطى والمسلمين الصينيين.
تطورت البنغالية باعتبارها الفرع الأكثر شرقية من اللغات الهندية الأوروبية.   عززت سلطنة البنغال التطور الأدبي للبنغالية على حساب اللغة السنسكريتية، على ما يبدو لتعزيز شرعيتها السياسية بين السكان المحليين. كانت اللغة البنغالية هي اللغة العامية الرئيسية في السلطنة. البنغالية استعارت كمية كبيرة من المفردات من اللغة العربية والفارسية. تحت إمبراطورية المغول، تمتعت البنغالية بقدر كبير من الاستقلالية في المجال الأدبي. كانت حركة اللغة البنغالية لعام 1952 جزءًا رئيسيًا من الحركة القومية لشرق باكستان. يتم الاحتفال به سنويًا من قِبل اليونسكو باعتباره يومًا دوليًا للغة الأم في 21 عامًا شهر فبراير.

### الأدب

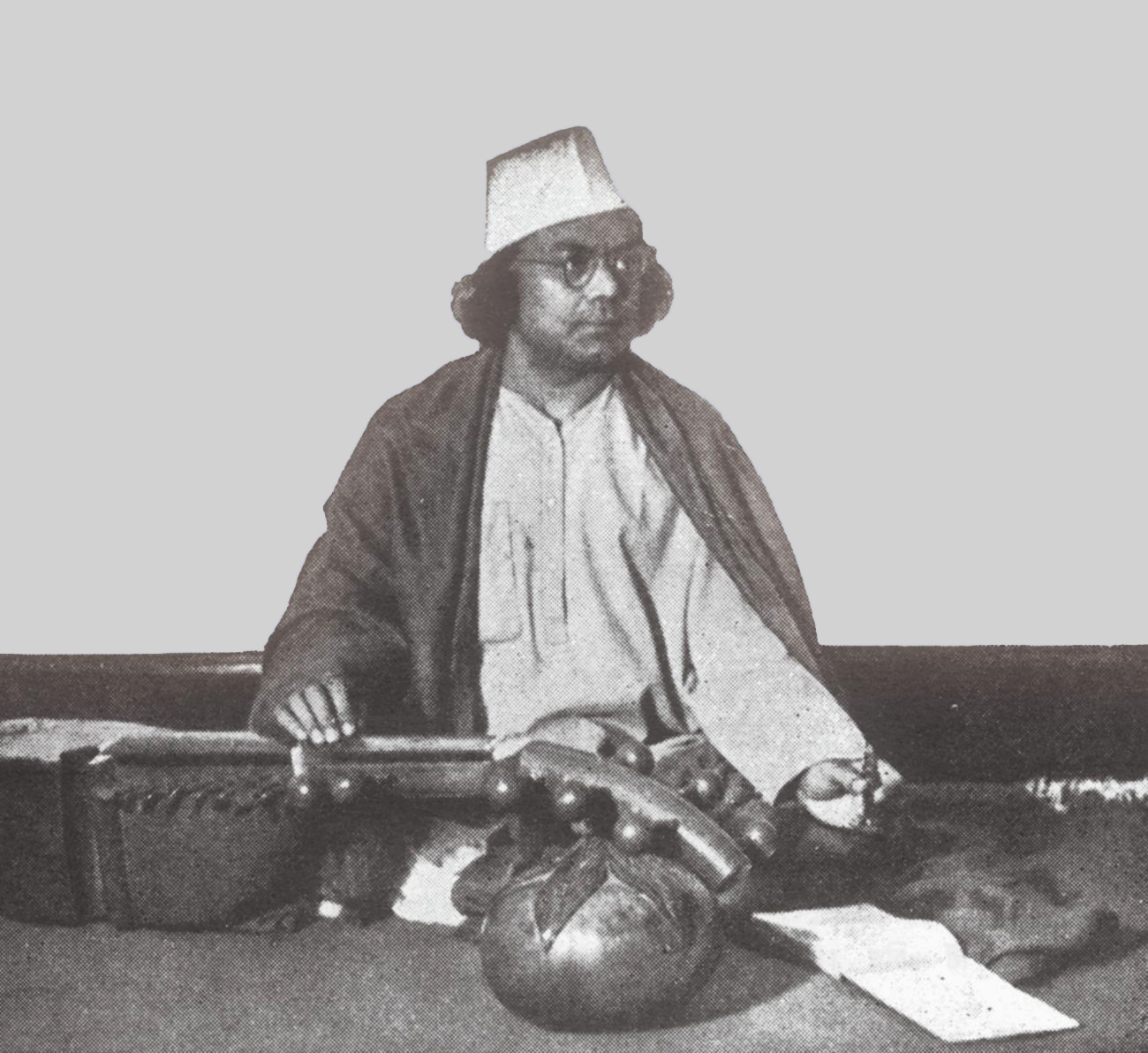
كازي نصر الإسلام، الشاعر الوطني لبنجلاديش

في حين برزت البنغالية في فترة ما قبل الإسلام، تبلورت التقاليد الأدبية البنغالية خلال الفترة الإسلامية. ولما كانت الفارسية والعربية لغتين رسميتين، فقد أثرتا بشكل كبير في الأدب العامي البنغالية. كانت الجهود الأولى لترويج البنغالية بين الكتاب المسلمين من قبل الشاعر الصوفي نور قطب علم. أسس الشاعر تقاليد ريختا التي شهدت قصائد مكتوبة بنصف اللغة الفارسية ونصف العامية البنغالية. وشهد تقليد الاحتفال إعادة الشعراء البنغاليين المسلمين إلى إعادة تكييف الملاحم الهندية عن طريق استبدال دعوات الآلهة الهندوسية والآلهة بشخصيات الإسلام. كان التقليد الرومانسي رائداً من قبل الشاه محمد ساجير، الذي كان عمله على يوسف وزليخة يحظى بشعبية كبيرة بين شعب البنغال. من بين الأعمال الرومانسية البارزة الأخرى ليلى مادون من بهرم خان وحنيفة كايرباري لسابريد خان. يتميز تقليد الدوباشي باستخدام المفردات العربية والفارسية في النصوص البنغالية لتوضيح السياقات الإسلامية. أنتج كتاب بنغاليون مسلمون من القرون الوسطى الشعر والأناقة الملحمية، مثل رسول فيجاي من شاه بريد، ونابانغشا من سيد سلطان، وجانغاناما عبد الحكيم، ومكتول حسين من محمد خان. كان علم الكونيات موضوعًا شائعًا بين الكتاب الصوفيين. في القرن السابع عشر الميلادي، وجد الكتّاب المسلمون البنغال مثل ألول ملاذًا في أراكان حيث أنتج ملحمته بادمافاتي .
كانت البنغال أيضًا مركزًا رئيسيًا للأدب الفارسي. نُشرت العديد من الصحف وآلاف الكتب والوثائق والمخطوطات باللغة الفارسية لمدة 600 عام. كرس الشاعر الفارسي حافظ الشيرازي قصيدة لأدب البنغال بينما كان يقابل السلطان غياث الدين عزام شاه 
كان أول روائي مسلم بنغالي هو مير مشرف حسين في القرن التاسع عشر. الشعر المشهود لكاسي نصر الإسلام اعتنق التمرد الروحي ضد الفاشية والقمع. كتب نصر أيضًا غزال البنغالية. كانت البيجوم رقية كاتبة بنغالية رائدة نشرت دكتار سلطانة، أحد أقدم الأمثلة على الخيال العلمي النسوي . تأسست الجمعية الأدبية المسلمة في البنغال على يد مدرسي التفكير الحر والتقدمية بجامعة دكا برئاسة د. محمد شهيد الله في 19 يناير 1926. كانت حركة حرية الفكر مناصرة المجتمع. عندما تم تقسيم البنغال في عام 1947، تطورت ثقافة أدبية متميزة في شرق باكستان وبنغلاديش الحديثة. يعتبر شمس الرحمن الحائز على جائزة الشاعر في البلاد. اشتهر جاسم الدين بالقصائد والأغاني التي تعكس الحياة في البنغال الريفية. روج همايون أحمد لحقل الواقعية البنغلاديشية. اشتهر أختر الزمان إلياس بأعماله في دكا القديمة. كانت تميمه أنام كاتبة مشهورة في الأدب الإنجليزي البنغلاديشي .

#### المجتمعات الأدبية
- Kendriyo Muslim Sahitya Sangsad [62]
- مسلمة Sahitya- ساماج [63]
- بانجيا مسلم ساهيتيا ساميتي [64]
- Bangiya Sahitya Bisayini Mussalman Samiti [65]
- جمعية المحمدية الأدبية [66]
- Purba Pakistan Sahitya Sangsad [67]
- باكستان ساهيتي سانجساد، 1952 [68]
- أوتار بانجا ساهيتيا ساميلاني [69]
- رانجابور ساهيتي باريسايد [70]

#### المجلات الأدبية
- مسلم ساهيتيا باتريكا [71]
- Saogat
- البيجوم (مجلة)

### موسيقى

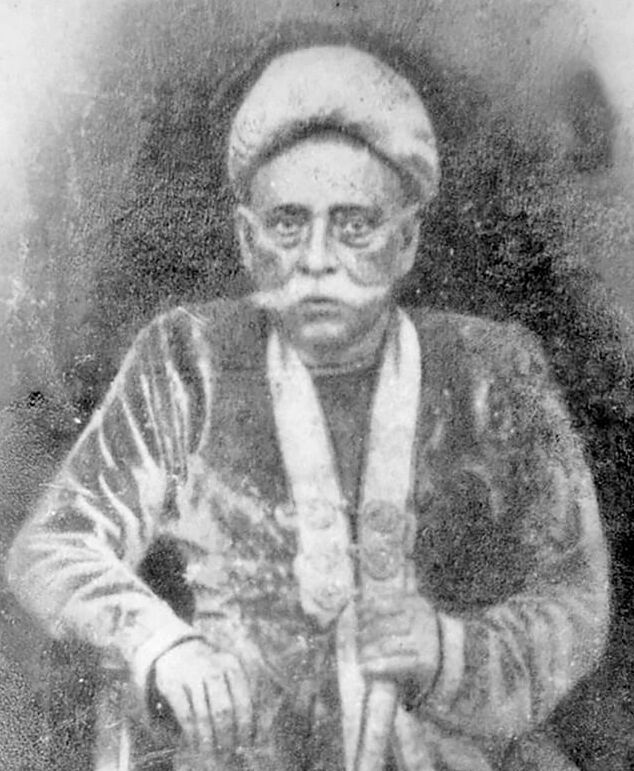
كان حسون رجا شاعراً مسلماً صوفيًا تحظى أغانيه على نطاق واسع في المنطقة

ومن السمات البارزة للموسيقى البنغالية الإسلامية تقليد باول التوافقي. وكان أشهر ممارس هو فاكر لالون شاه. يتم تضمين موسيقى باول في روائع اليونسكو للتراث الشفهي وغير المادي للبشرية.
نازرول جيتي هي عبارة عن مجموعة من 4000 أغنية غزل كتبها كازي نصر الإسلام.
تنتشر الموسيقى الكلاسيكية لجنوب آسيا على نطاق واسع في المنطقة. كان علاء الدين خان وعلي أكبر خان وغول محمد خان من أبرز الشخصيات البنغالية للموسيقى الكلاسيكية.
في مجال الموسيقى الحديثة، نالت رونا ليلى شهرة واسعة بسبب مواهبها الموسيقية في جنوب آسيا.

### أطباق
كانت دكا عاصمة موغال البنغال وعاصمة بنغلاديش الحالية بمثابة أوهام لمطبخ الفارسية البنغالية والعربية البنغالية على عكس كالكوتا العاصمة السابقة للهند البريطانية وعاصمة البنغال الغربية الحالية والتي كانت النقطة المركزية ل المطبخ الأنجلو الهندي . داخل المطبخ البنغالية، وتشمل أطباق المسلمين وجبة من الكاري اللحوم، بولو الأرز، ومختلف برياني الاستعدادات، والحلويات الجافة والقائم على الألبان إلى جانب الأسماك والخضروات التقليدية. كان خبز البكرهاني من دكا يحظى بشعبية كبيرة في البلاط الإمبراطوري المغولي. غيرها من الخبز الرئيسية المستهلكة اليوم تشمل خبز النان وفطيرة البراثا. في بنجلادش الحالية، أصبحت الأطعمة المغولية ذات شعبية كبيرة مثل شوتي كباب، كالو بهونا كورما، روست، مغلاي بوروتا، جالي كباب، شامي كباب، أخني، تيهاري، تندوري تشيكن، كفتا، فيرني وشينجارا. تشمل الأنواع المختلفة من البرياني البنغالي كاتشي(لحم الضأن)، وايليش بولاو (سمكة الايليش)، وتيهاري (البقر)، ومورج بولاو (دجاج). ميزبان هو لحم بقر حار مشهور من شيتاجونج. الحلوى، بيثا، واللبن الزبادي، وشيماي هي الحلويات المسلمة النموذجية في المطبخ البنغالية.

### المهرجانات

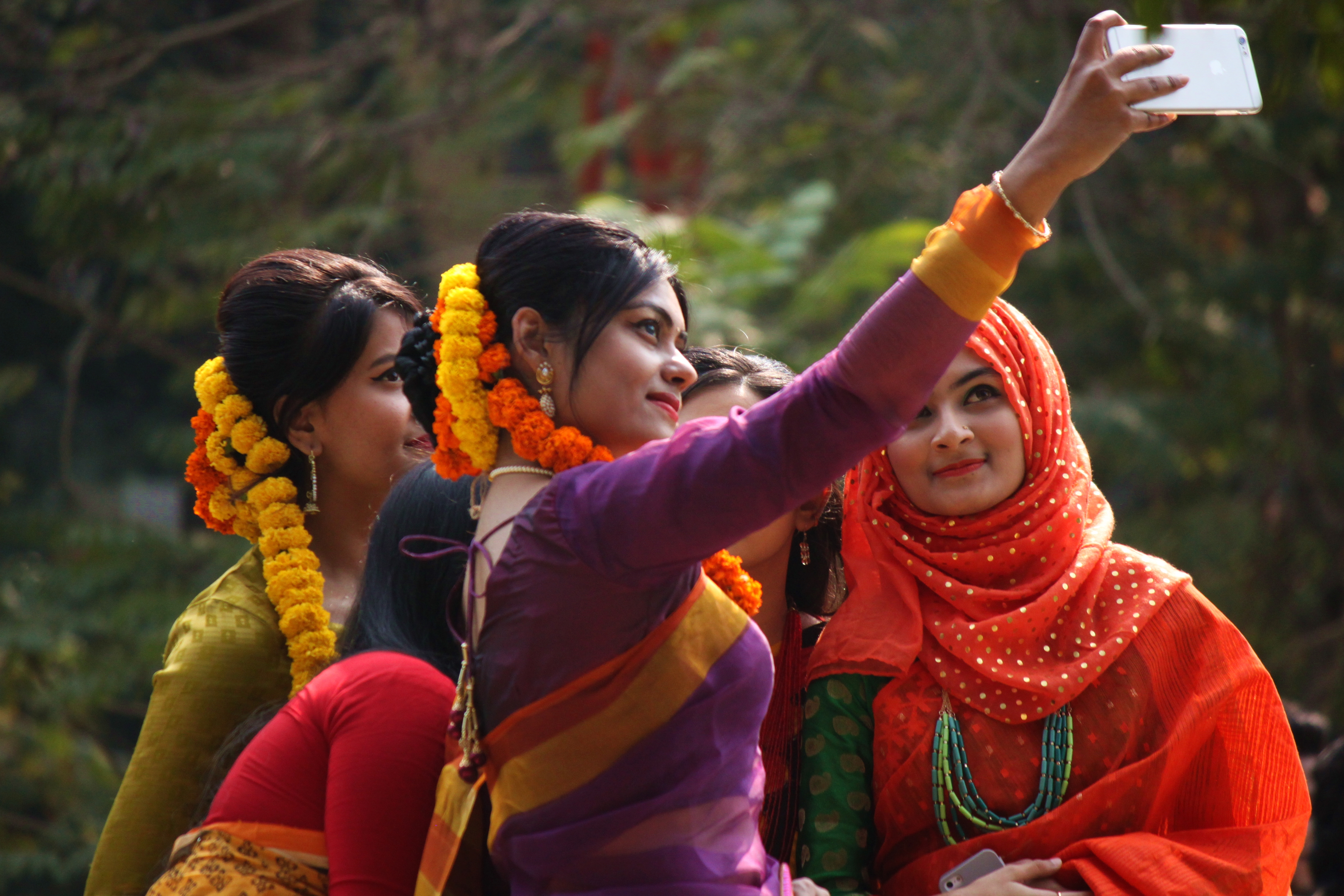
فتيات بنغلادش يأخذن صورة شخصية في بهيلا فالجون (عيد الربيع).

عيد الفطر في نهاية رمضان هو أكبر مهرجان ديني للمسلمين البنغال. يقام مهرجان التضحية في عيد الأضحى، حيث تعد الأبقار والماعز من أهم حيوانات الأضحية. محرم وعيد ميلاد الرسول من الأعياد الوطنية في بنغلاديش. تتميز المهرجانات الأخرى مثل ليلة منتصف شعبان بالصلاة وتبادل الحلويات.
تستند المهرجانات العلمانية إلى التقويم البنغالي الذي أعاد تصميمه الإمبراطور المغولي جلال الدين أكبر. يحتفل به البنغال من جميع الأديان، ويشمل السنة البنغالية الجديدة، ومهرجان الربيع، ومهرجان خريف الحصاد.

#### بيشوى يجتيما
بيشوى إجتيما، التي تنظم سنويا في بنغلاديش، هي ثاني أكبر تجمع إسلامي بعد الحج. تقاممن قبل حركة جماعة التبليغ السنية في عام 1954.

## قيادة

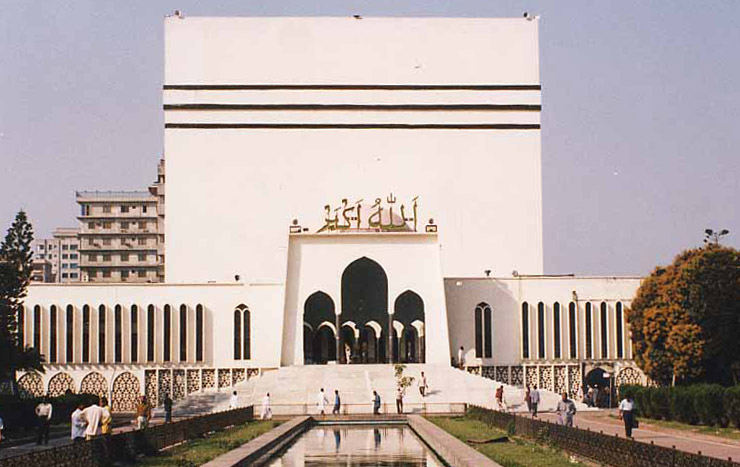
بيت مكرم، المسجد الوطني في بنغلاديش ومقر المؤسسة الإسلامية في البلاد

لا توجد هيئة حاكمة واحدة للطائفة البنغالية المسلمة، ولا توجد سلطة واحدة مسؤولة عن العقيدة الدينية. ومع ذلك، تلعب المؤسسة الإسلامية التي تتمتع بحكم شبه ذاتي، وهي مؤسسة حكومية، دورًا مهمًا في الشؤون الإسلامية في بنغلاديش، بما في ذلك تحديد مواعيد المهرجانات والمسائل المتعلقة بالزكاة. لا يزال رجل الدين البنغالي المسلم ملتزما ومحافظًا بعمق. ويضم أعضاء من رجال الدين مولانا، الأئمة، العلماء، والمفتين.
يقيم رجال الدين من الأقلية الشيعية البنغالية في الحي القديم في دكا منذ القرن الثامن عشر.

## الأفراد البارزين
محمد يونس هو أول بنغالي مسلم حائز على جائزة نوبل والذي حصل على جائزة نوبل للسلام لتأسيس بنك غرامين والرائد في مفاهيم القروض الصغيرة والتمويل المتناهي الصغر. كانت بيجوم رقية واحدة من أوائل النسويات المسلمات في العالم. اشتهر غازي نصر الإسلام بأنه الشاعر المتمرد في الهند البريطاني والشاعر الوطني لبنجلاديش. كان الشيخ مجيب الرحمن أول رئيس لبنجلاديش . كان إسكندر ميرزا أول رئيس لجمهورية باكستان الإسلامية. كان خواجة سالم الله أحد مؤسسي رابطة عموم الهند الإسلامية. كان روشانارا علي من أوائل النواب المسلمين في مجلس العموم في المملكة المتحدة. كان فضل الرحمن خان مهندسًا أمريكيًا مسلمًا من البنغالية أعاد تشكيل مبنى ناطحة سحاب حديثة. جاويد كريم هو أحد مؤسسي يوتيوب. سلمان خان هو أحد مؤسسي أكاديمية خان. شغل همايون رشيد شودري منصب رئيس الجمعية العامة للأمم المتحدة. عثماني كان جنرال أربعة نجوم أسس القوات المسلحة البنغلاديشية. كان ألتماس كبير أول رئيس قضائي مسلم في البنغال في الهند . عرفان خان ونفيسة علي من المسلمين البنغاليين البارزين الذين يعملون في السينما الهندية. كان آلالول شاعرًا مسلمًا من القرون الوسطى يعمل في البلاط الملكي في أراكان. شغل محمد علي بوجرا منصب رئيس وزراء باكستان . البيجوم صوفيا كمال كانت رائدة في مجال حقوق المرأة والشاعر والمجتمع المدني البنغالية. كانت زين العابدين رائدة في الفن البنغلاديشي الحديث. كان مظهر الإسلام هو المعلم الكبير للهندسة المعمارية الحديثة في جنوب آسيا.

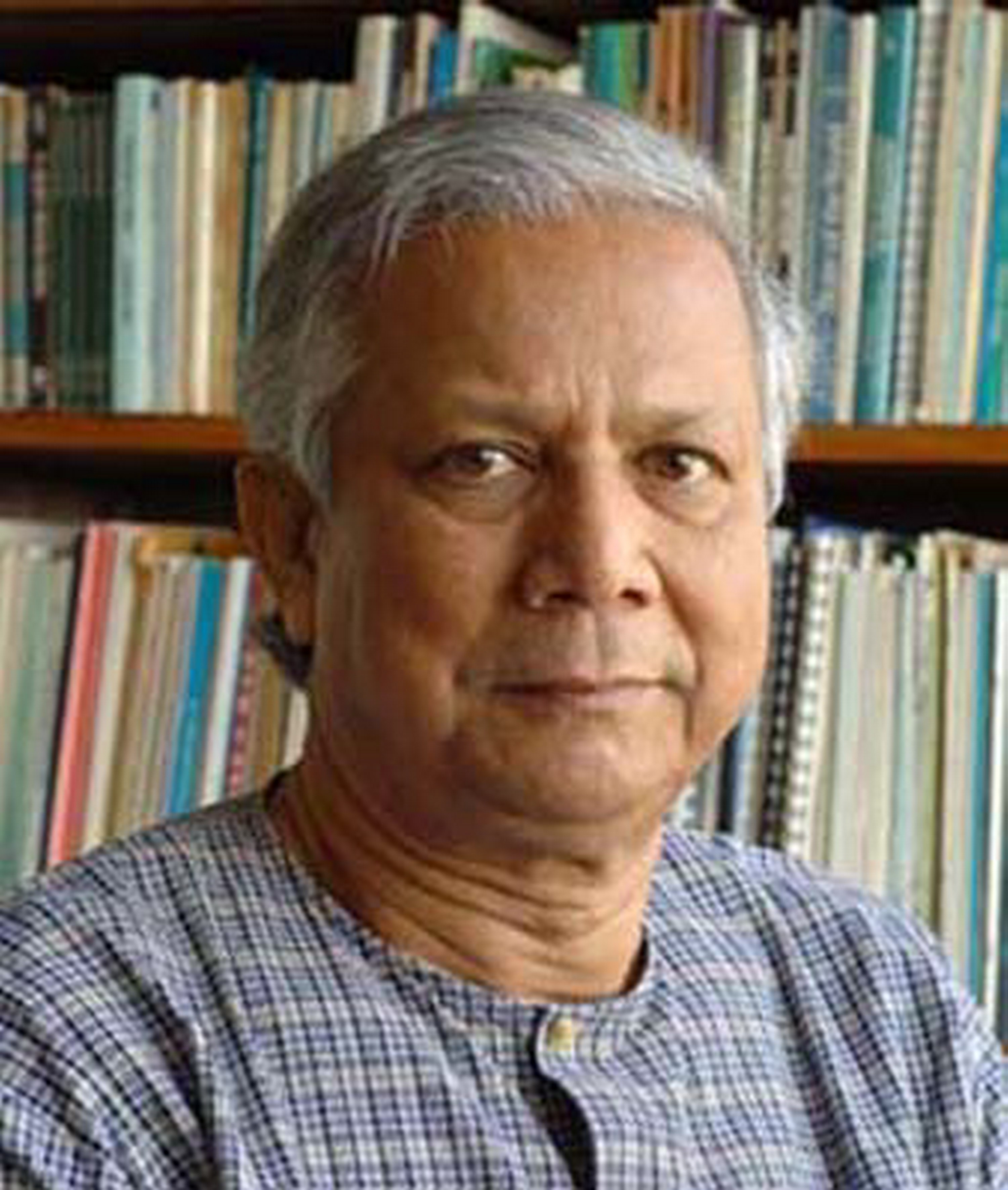
محمد يونس، الفائز بجائزة نوبل للسلام، 2006